# (35539) 1998 FJ91
1998 FJ91 (asteroide 35539) é um asteroide da cintura principal. Possui uma excentricidade de 0.21657850 e uma inclinação de 13.69859º.
Este asteroide foi descoberto no dia 24 de março de 1998 por LINEAR em Socorro.